# Xestia meridionalis
Xestia meridionalis là một loài bướm đêm trong họ Noctuidae.